# Martin Slivka
Martin Slivka (1. listopadu 1929, Spišský Štiavnik – 23. září 2002, Bratislava) byl slovenský dokumentarista, režisér, scenárista a etnograf.

## Život
V roce 1955 absolvoval na pražské FAMU studium dokumentární tvorby u profesora Karla Plicky. Hned po skončení studia začal působit zpočátku jako dramaturg, později jako režisér a scenárista. Středem jeho zájmu byla především etnografie a lidová kultura, což se odrazilo nejen v jeho filmové tvorbě. I proto se rozhodl na Filozofické fakultě Univerzity Karlovy studovat obor etnografie a folkloristiky, který úspěšně absolvoval v roce 1963.
Od roku 1967 působil v Studiu krátkých filmů v Bratislavě jako režisér, kde natočil řadu významných dokumentů. Od roku 1977 začal učit obor dokumentaristika na VŠMU v Bratislavě a zde se v roce 1990 stal i děkanem Filmové a televizní fakulty. Autorsky se podílel na více než 140 filmech. Za svou filmovou tvorbu získal řadu ocenění.

### Režisér etnografických dokumentů
Martin Slivka se stal průkopníkem etnografické linie slovenského dokumentu. V jeho tvorbě lze cítit výrazné ovlivnění Karlem Plickou, avšak Slivka je tvůrcem využívajícím moderní jazyk.
Po absolvování studia na FAMU začal působit ve Slovenské filmové tvorbě a ve Studiu krátkých filmů. V roce 1960 natočil spolu s Karlem Skřipským 4dokument Pieseň farieb a tvarov (Píseň barev a tvarů). V tomto díle navázal na tvorbu Karla Plicky. Následující rok natočil společně s Miloslavem Kubíkem dokument Cesta k dnešku, který se zaměřuje na dějiny slovenského dělnického hnutí.
Jeho samostatný debut Voda a práca (Voda a práce) z roku 1963 získal na Mezinárodním krátkometrážním filmovém festivalu v Krakově ocenění Zlatý drak. Tento bezkomentářový dokument se opírá převážně o hudbu a obraz. Hudbou jsou zde ruchy a přirozené zvuky, které dotvářejí obraz. Tématem se staly technické památky, které ke své práci využívají vodu, například mlýny. Kameramanem byl Jozef Grussmann a autorem hudby Ilja Zeljenka.
V Bulharsku, v blíže neurčeném kraji, natočil v roce 1968 dokument Odchádza človek (Odchází člověk). Pro režiséra nebylo důležité, jaké kroje lidé nosí a jakým jazykem mluví, ale jejich očekávání od života a vnímání smrti. Film je o jednom pohřbu, o zvycích provázejících pohřbívání v bulharské vesnici a o vztahu člověka ke smrti.
V šedesátých letech natočil řadu etnografických dokumentů, například Metamorfóza vlákna (1968), Človek a hra (1968), Deti a hudba (1969), Fašiangy (Masopust, 1969). V duchu etnografie zůstává ještě rozsáhlý televizní projekt Ľudová kultúra na Slovensku (Lidová kultura na Slovensku, 1972).

### Režisér dokumentů o umění
V sedmdesátých letech 20. století v tvorbě Martina Slivky etnografická linie ustupuje a autor se soustřeďuje na dokumenty o umělcích.
V roce 1967 natočil pro televizi Etudy o človeku zo slovenskej gotiky, kde se zabýval historií středověkých soch.
Mezi nejvýraznější dokumenty o významných slovenských umělcích patří Ľudovít Fulla (1972), ke kterému napsal úvodní komentář básník Milan Rúfus nebo Spomienka na maliara (Vzpomínka na malíře, 1976), který vypráví o životě a díle malíře Ernesta Špitze. Komentář k němu opět napsal Milan Rúfus.
V roce 1990 realizoval Martin Slivka rozsáhlý dokumentární cyklus Deti vetra (Děti větru). Tento třináctidílný seriál se soustřeďuje na život, kulturu, zvyky a historii Romů v různých evropských zemích.

### Vědecká práce
Vedle filmování se Slivka věnoval i výzkumu lidové kultury a folklóru. Výrazně přispěl i k historii lidového divadla a etnografie, napsal několik děl a studií. Své znalosti z oblasti lidového divadla shrnul v publikaci Slovenské ľudové divadlo (Slovenské lidové divadlo), která vyšla v roce 2002. Napsal i učebnici o slovenském lidovém divadle. Také je autorem knihy Karol Plicka – Básnik obrazu (Karel Plicka – Básník obrazu), která detailně přibližuje tvorbu tohoto významného umělce, a díla Pavol Socháň (1985).
Martin Slivka byl jedním ze zakladatelů filmového festivalu Etnofilm ve Valašském muzeu v přírodě v Rožnově pod Radhoštěm. Také je spoluzakladatelem festivalu Etnofilm Čadca, který funguje od roku 1980.

## Dílo
- SLIVKA, Martin. Pavel Socháň – výber z fotografií. Bratislava: Pressfoto, 1982. (slovensky, rusky, anglicky, francouzsky)
- SLIVKA, Martin; STRELINGER, Alexander. Pavol Socháň. Martin: Osveta, 1985. (slovensky)

### Tvorba o Martinu Slivkovi
Život a dílo Martina Slivky zachytil Martin Šulík ve svém dokumentu z roku 2007 Martin Slivka - „... muž, který sázel stromy“. Film obsahuje mimo jiné i výpovědi Slivkovy rodiny, přátel a kolegů. Šulík se snažil poukázat nejen na jeho bohatou tvorbu a její přínos, ale i na osobnost Martina Slivky.
V roku 2009 vyšla o Martinu Slivkovi kniha Ostáva človek – Martin Slivka, jejímiž autory jsou Rudolf Urc, Ingrid Mayerová a René Lužica.